# Василистник жёлтый
Васили́стник жёлтый, или Василисник жёлтый (лат. Thalíctrum flávum) — травянистое многолетнее растение семейства Лютиковые (Ranunculaceae).
Тривиальные названия: золотушник, гиренник.

## Ботаническое описание
Корневище длинное ползучее.

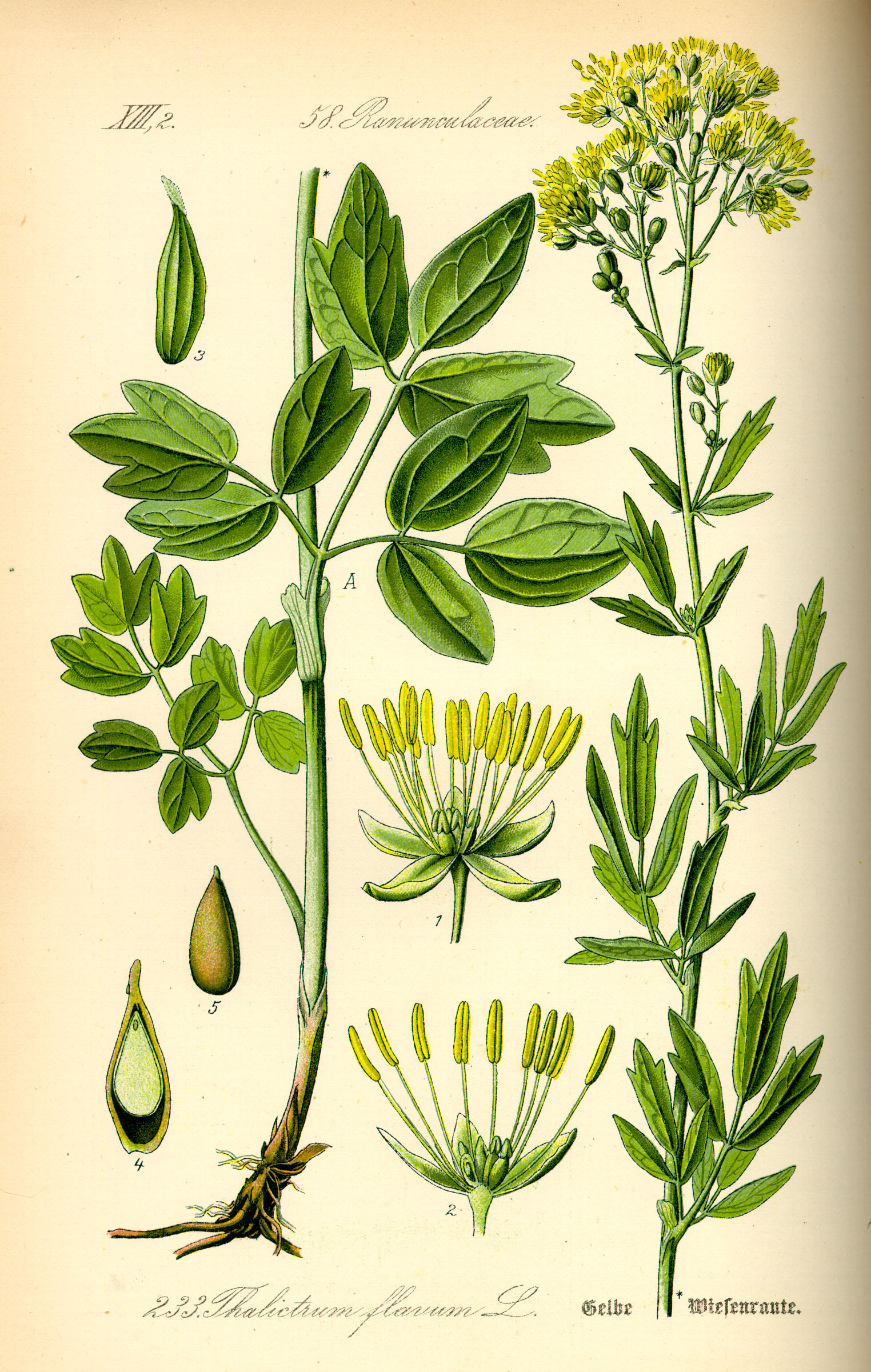

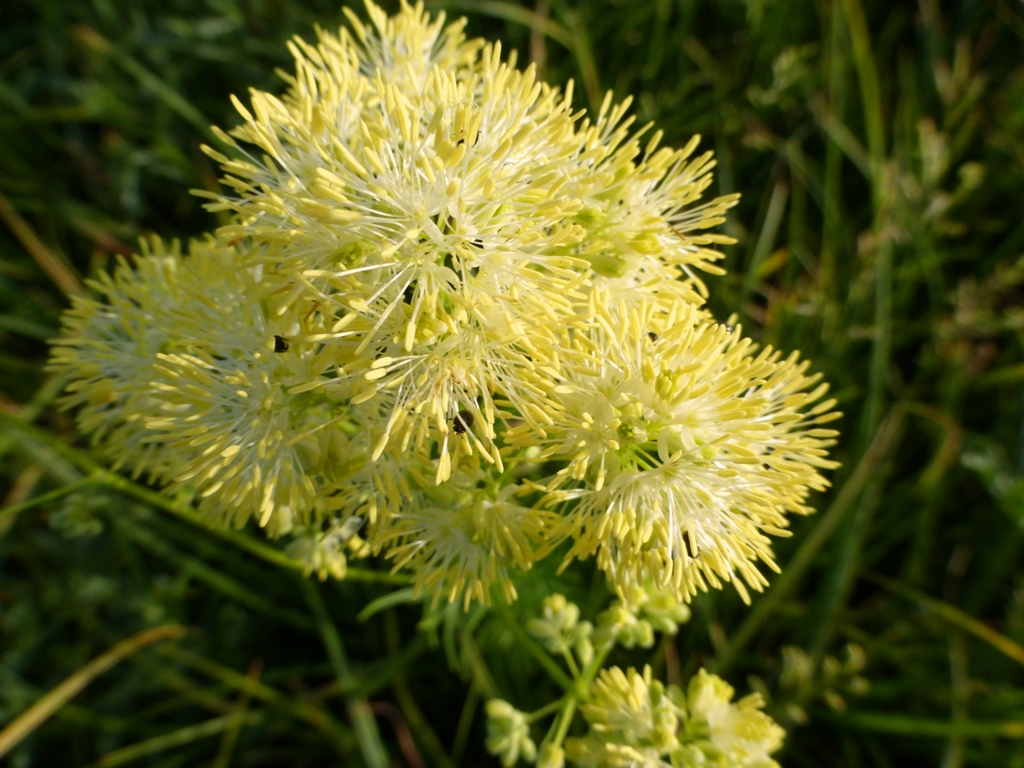
Соцветие

Стебель 60—150 (180) см высотой, бороздчатый, голый, равномерно облиственный.
Листья отклонённые от стебля, трижды перистые, нижние с черешками 2—6 см длиной, верхние сидячие и кверху постепенно уменьшающиеся, пластинки их в очертании треугольные, 10—20 см длиной и 7—15 см шириной; листочки довольно крупные, 2—4 см длиной и 1—3 см шириной, обратнояйцевидные, при основании закруглённо-клиновидные, спереди трёхлопастные или трёхзубчатые, сверху тускло-зелёные, снизу более светлые.
Цветки зеленовато-кремовые, на коротких, 2—3(5) мм, цветоножках, скученные по нескольку на концах веточек соцветия, образуют довольно плотную, нередко почти щитковидную метёлку, 6—15 см длиной и 2,5—7 см шириной, душистые. Тычинки жёлтые, 5—7 мм длиной, прямостоячие, с пыльниками без остроконечия. От обилия тычинок растение кажется золотистым. Формула цветка: {\displaystyle \ast P_{4}\;A_{10-20}\;G_{6-15}}.
Семянки яйцевидные, сидячие, тупоребристые с прямым носиком до 1 мм длиной.

## Распространение и экология
Встречается в Европе, Сибири и на Алтае. Растёт по сырым лугам, берегам рек, кустарникам, опушкам леса.

## Химический состав
Химический состав сложный. Корни содержат алкалоиды: берберин (тальсин), магнофлорин, таликсин, криптонин, тальфлавин, талиарпин, тальфавидин, таликминин. В траве содержатся органические кислоты — 4,55 %, сапонины, алкалоиды, витамин C, дубильные вещества, кумарины и флавоноиды. В плодах — алкалоиды и 12 % жирных кислот.

## Хозяйственное значение и использование
Слабо поедается северным оленем (Rangifer tarandus). Кормового значения почти не имеет.
Василистник жёлтый — один из прародителей гибридных василистников. Растение по праву может считаться и декоративно-цветущим, и декоративно-лиственным. Привлекает внимание в течение всего сезона вегетации. Недостаток культивируемых растений — полегание стеблей при сильном дожде и ветре, поэтому желательно высаживать их крупными куртинами, среди кустарников или в защищённом от ветра месте.
Василистник жёлтый предпочитает участки с плодородной влажной дренированной почвой, довольно устойчив к недостатку влаги и перегреву.

### В медицине
Обладает слабительным, мочегонным, жаропонижающим, успокаивающим, противовоспалительным, антисептическим, кровоостанавливающим и ранозаживляющим действием.
В прошлом василистник жёлтый широко применялся в русской народной медицине. В старинных лечебниках (Анненков, 1878 г.) корень рекомендовался как хорошее слабительное против желтухи, от малярии и эпилепсии. Листья применялись при кровохарканье и женских болезнях. В травнике 1898 года врачи Е. Н. Залесова и О. В. Петровская отмечали, что в Пермской губернии корень употребляют наружно от ломоты и боли в ногах, а внутрь от «худобы». Порошок, сваренный в квасу, употреблялся при задержке мочи и как слабительное. Кроме того, отвар давали от золотухи, кашля и болях в животе.
В тибетской медицине листья василистника жёлтого применяются для ускорения срастания сухожилий.
В официальной медицине василистник жёлтый не разрешается к применению.

## Классификация

### Таксономия
Thalictrum flavum L., 1753, Sp. Pl. : 546
Вид Василисник жёлтый относится к роду Василисник (Thalictrum) семейства Лютиковые (Ranunculaceae) порядка Лютикоцветные (Ranunculales). Таксономическая схема в соответствии с Системой APG IV по состоянию на июнь 2024 года:
|  |                                      |  |                                   |                                   |                     |  | ещё 6 семейств | ещё 6 семейств |                       |  |  |  | еще 198 подтвержденных видов и 234 вида, ожидающих подтверждения |
|  |                                      |  |                                   |                                   |                     |  | ещё 6 семейств | ещё 6 семейств |                       |  |  |  | еще 198 подтвержденных видов и 234 вида, ожидающих подтверждения |
|  |                                      |  |                                   | порядок Лютикоцветные             |                     |  |                |                | род Василисник        |  |  |  |                                                                  |
|  |                                      |  |                                   | порядок Лютикоцветные             |                     |  |                |                | род Василисник        |  |  |  |                                                                  |
|  | отдел Цветковые, или Покрытосеменные |  |                                   |                                   | семейство Лютиковые |  |                |                | вид Василисник жёлтый |  |  |  |                                                                  |
|  | отдел Цветковые, или Покрытосеменные |  |                                   |                                   | семейство Лютиковые |  |                |                |                       |  |  |  |                                                                  |
|  |                                      |  | ещё 63 порядка цветковых растений | ещё 63 порядка цветковых растений |                     |  |                | ещё 53 рода    | ещё 53 рода           |  |  |  |                                                                  |
|  |                                      |  |                                   | ещё 63 порядка цветковых растений |                     |  |                |                | ещё 53 рода           |  |  |  |                                                                  |

### Синонимы
- Thalictrum angustatum Weinm. ex Lecoy.
- Thalictrum anonymum Wallr. ex Lecoy.
- Thalictrum belgicum Jord.
- Thalictrum capitatum Jord.
- Thalictrum commutatum C.A.Mey. ex Ledeb.
- Thalictrum controversum K.F.Schimp. & Spenn.
- Thalictrum exaltatum Gaudin
- Thalictrum flaccidum Schleich.
- Thalictrum flavum var. euskarum Elías & Pau ex P.Monts.
- Thalictrum friesii Rupr.
- Thalictrum glomerulosum Fr.
- Thalictrum heterophyllum Lej.
- Thalictrum pauperculatum Herm. ex DC.
- Thalictrum princeps Dumort.
- Thalictrum prorepens Jord.
- Thalictrum purpurascens var. rugosum (Aiton) Farw.
- Thalictrum riparium Jord. ex Boreau
- Thalictrum rufinerve Lej. & Courtois
- Thalictrum rugosum Aiton
- Thalictrum sphaerocarpum Lej. & Courtois
- Thalictrum udum Jord.
- Thalictrum wallrothianum Dettd. ex Lecoy.